# Ahmed İzzet Pascha

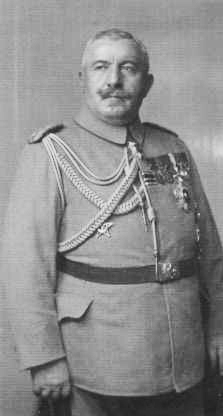
Ahmed İzzet Pascha

Ahmet İzzet Pascha oder nach dem Erlass des Namensgesetzes Ahmet İzzet Furgaç (* 1864 in Nasliç nahe Bitola; † 31. März 1937 in Istanbul) war ein osmanischer Offizier und Staatsmann albanischer Abstammung und Großwesir in den letzten Tagen des Ersten Weltkrieges.

## Leben

### Militärische Laufbahn
Ahmet İzzet Pascha stammt aus einer der ältesten Aristokratenfamilien Albaniens. 1884 schloss er die Militärschule und im Jahr darauf die höhere Militärschule ab. Zwischen 1891 und 1894 war er in Deutschland, wo er militärisch weiter ausgebildet wurde. Er wurde in Makedonien, Syrien und dem Hedschas eingesetzt. Als Brigadegeneral stand er von 1903 bis 1906 der osmanischen Armee im Jemen vor.
Nach der Revolution von 1908 wurde er sofort zum Vorsitzenden des Generalstabes ernannt. Bis 1914 blieb er in diesem Amt. Er spielte eine wichtige Rolle bei der Modernisierung der osmanischen Armee mit Hilfe deutscher Berater.
1911 bis 1912 war er mit der Niederschlagung des Imam-Yahya-Aufstandes im Jemen beauftragt. Während dieser Zeit erweckte er in dem damaligen Major İsmet İnönü die Liebe zur klassischen westlichen Musik, wie es aus den Memoiren İnönüs hervorgeht.
In den letzten Tagen der Balkankriege kehrte er aus dem Jemen zurück und führte die Armee als Generalleutnant. Als am 11. Juni 1913 Mahmut Şevket Pascha ermordet wurde, wurde er zum Kriegsminister ernannt.
Da er aber nicht den Forderungen des Komitees für Einheit und Fortschritt, den Führungskader der Armee zu verändern, nachkam, wurde er im Januar 1914 zum Rücktritt gezwungen.
Anfang 1913 wurde darüber nachgedacht, Ahmet İzzet Pascha zum Fürsten des neu gegründeten albanischen Staates zu ernennen. Doch mit Eingreifen der europäischen Staaten wurde der deutsche Prinz Wilhelm zu Wied zum Fürst von Albanien ernannt.
Er war ein großer Gegner des Kriegseintrittes in den Ersten Weltkrieg und nahm daher eine Zeit lang keine militärischen Aufgaben wahr. 1916 wurde er zum Befehlshaber der 2. Osmanischen Armee an der Front in Ostanatolien ernannt. Gegen die vorrückenden Russen erlitt er schwere Verluste.

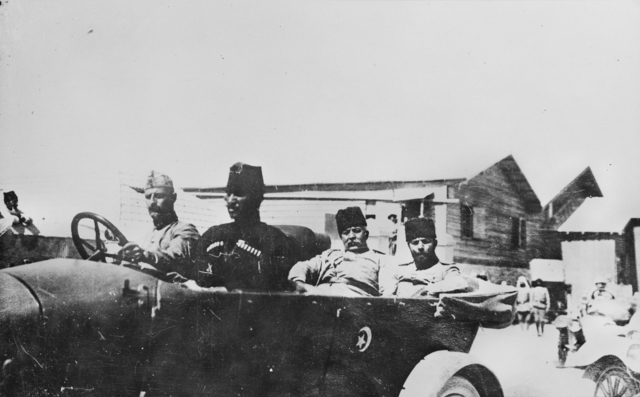
Ahmet Izzet Pascha (Hintersitz rechts) verlässt am 29. September 1918 mit Cemal Pascha die Stadt Damaskus kurz vor dem Eintreffen der alliierten Truppen

### Das Amt des Großwesirs
Nach Rücktritt der Regierung Talat Paschas am 7. Oktober 1918 wurde Ahmet İzzet Pascha zum Großwesir ernannt. Einige Tage vorher erlitt die osmanische Armee an der Front in Palästina und Syrien große Verluste, so dass sie Damaskus verloren. Außerdem ergab sich Bulgarien den Alliierten. Es wurde klar, dass der Krieg in Kürze verloren sein würde.
Das Komitee für Einheit und Fortschritt trat zurück und löste sich auf. In der neu gegründeten Regierung İzzet Paschas nahmen solche Mitglieder des Komitees für Einheit und Fortschritt Ämter ein, die nicht an Kriegsverbrechen, Korruption und Morde während des Krieges verwickelt waren. Darunter waren Personen wie Rauf Orbay, Fethi Okyar und Cavit Bey.
İzzet Pascha war als Großwesir zusätzlich noch Kriegsminister. Allerdings sollte Mustafa Kemal nach seiner Rückkehr von der Front zum Kriegsminister werden. Das ging aus der zeitgenössischen Presse und den späteren Memoiren hervor. Mustafa Kemal schlug dem Sultan in einem Brief von der Front vor, ein Kabinett mit ihm selber, den Herren Rauf, Fethi, Vasıf und Cavit zu gründen.
Die wichtigste Handlung der Regierung İzzet Paschas war die Beendigung des Krieges mit dem Waffenstillstand von Mudros vom 30. Oktober 1918. Der Marineminister Rauf Orbay unterschrieb im Namen der Regierung den Waffenstillstand.
Die geheime Flucht Talat Paschas, Enver Paschas und Cemal Paschas in der Nacht zum 3. November ins Ausland verursachte eine große innenpolitische Krise. İzzet Paschas Kabinett wurde beschuldigt, die Flucht nicht verhindert zu haben, und so trat er nach 25 Tagen am 8. November 1918 zurück. Einen Großteil dieser 25 Tage hatte İzzet Pascha im Bett verbracht, da er an der Spanischen Grippe erkrankt war.

### Während des Befreiungskrieges
Ahmet İzzet Pascha wurde am 19. Mai 1919 auf Befehl des Sultans Mehmed VI. zum Kriegsminister im Kabinett des Damat Ferid Pascha ernannt. Nach eigener Aussage unternahm er wichtige Schritte, um die Armee, die sich seit dem Waffenstillstand immer mehr zurückzog, neu zu organisieren und für den Widerstand vorzubereiten. Nach Rücktritt Damat Ferids verhandelte Ahmet İzzet während der Regierungszeit des Ali Rıza Paschas mit Vertretern der Nationalbewegung aus Sivas.
Am 5. Dezember trafen er und der ehemaligen Großwesir Hulusi Salih Pascha sich mit Mustafa Kemal in Bilecik. Zweck war es, zwischen der neuen Regierung in Ankara und England zu vermitteln und so die griechische Besatzung zu beenden und den Vertrag von Sevres zu ändern. Aber Mustafa Kemal verbot den beiden die Rückkehr nach Istanbul und hielt sie drei Monate in Ankara fest.
Als İzzet Pascha 1921 nach Istanbul zurückkehrte, wurde er zum Außenminister im Kabinett des Ahmed Tevfik Paschas. Er blieb bis zur Auflösung der osmanischen Administration am 4. November 1922 im Amt.
Da er trotz eines Versprechens, in Ankara kein Amt in der Istanbuler Regierung anzunehmen, Minister war, wurde er von Atatürk in seiner Rede (tr: Nutuk) schwer kritisiert und als Verteidiger des Kalifats bis zu seinem Lebensende bezeichnet.
Nach Gründung der Republik lebte er von einer Rente. 1934 wurde er zum Vorstandsmitglied des Elektrizitätswerkes İstanbul. 1937 verstarb er in seinem Haus in Moda. Er liegt auf dem Karacaahmet-Friedhof begraben.

## Persönlichkeit
Nach Ali Fuat Cebesoy war Izzet Pascha ein Soldat mit philosophischer und literarischer Bildung. Er beherrschte Türkisch, Albanisch, Deutsch, Französisch, Arabisch und Persisch. Sein Sohn Süheyl Furgaç studierte in Stuttgart Elektrotechnik und besiegte dort einen Nationalsozialisten im Duell.